# Pachythone cricisima
Pachythone cricisima är en fjärilsart som beskrevs av William James Kaye 1904. Pachythone cricisima ingår i släktet Pachythone och familjen Riodinidae. Inga underarter finns listade i Catalogue of Life.